# Retroceso y degradación del suelo

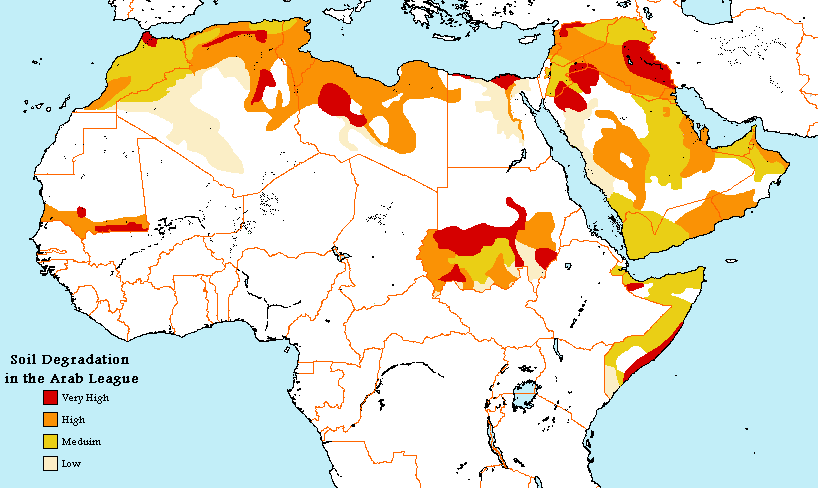
Carta de suelos degradados en África

El retroceso y la degradación del suelo son dos procesos evolutivos regresivos asociados al desequilibrio de un suelo estable. El retroceso es causado fundamentalmente por la erosión y corresponde al fenómeno por el cual el suelo se revierte al estado original (por ejemplo, suelo desnudo). La degradación es una evolución, diferente a la natural, relacionada con el clima local y la vegetación. Es debida al reemplazo de la vegetación primitiva por vegetación secundaria. Este cambio modifica la cantidad y composición del humus, e impacta en la formación del suelo. Está directamente relacionado con la actividad antrópica.
Ya Platón había afirmado, en 400 a. C. 

Nuestra tierra se ha mantenido, en comparación con antes, como el esqueleto de un cuerpo descarnado por la enfermedad. Partes blandas, grasos de la tierra han fluído por todas partes, y sólo queda la cáscara desnuda de la región.

Al comienzo de la formación de un suelo, solo aflora la roca desnuda. Esta es gradualmente colonizada por especies pioneras (líquenes y musgos), y luego vegetación herbácea, arbustos y finalmente bosque. En paralelo, un horizonte con humus es formado (llamado ‘horizonte A’), seguido por horizontes minerales (‘horizonte B’). Cada etapa sucesiva se caracteriza por una cierta asociación de suelo/vegetación y ambiente, lo que define un ecosistema.
Después de un cierto tiempo de evolución paralela del suelo y la vegetación, se alcanza un estado de equilibrio; esta etapa del desarrollo es llamada clímax por algunos ecologistas y “potencial natural” por otros. Independientemente de su nombre, la etapa de equilibrio de la sucesión primaria es la mayor forma natural de desarrollo que los factores ambientales son capaces de producir.
Los ciclos de evolución de suelos tienen duraciones muy variables, entre mil años para suelos de evolución rápida (solo horizonte A) y más de un millón de años para suelos de desarrollo lento. El mismo suelo puede alcanzar varias condiciones de estados de equilibrio sucesivamente durante su existencia, como se exhibe por ejemplo en la secuencia del bosque pigmeo en el Condado de Mendocino, California. Los suelos alcanzan naturalmente un estado de alta productividad, a partir del cual se degradan naturalmente al eliminarse los nutrientes minerales del sistema del suelo. Por lo tanto, los suelos más antiguos son más vulnerables a los efectos del retroceso inducido.

## Factores ecológicos afectando la formación del suelo
Existen dos tipos de factores ecológicos que influencian la evolución de un suelo (a través de la alteración y la humificación). Estos dos factores son extremadamente importantes para explicar la evolución de suelos de desarrollo rápido.
- Un primer tipo de factor es el clima promedio de un área y la vegetación que tiene asociada (bioma). Este factor permite definir las mayores áreas del mundo de vegetación y suelos.
- Un segundo tipo de factor es más local, y está relacionado con la roca original y el drenado local. Este tipo de factor explica la aparición de asociaciones especializadas (por ejemplo, en turberas).
- Disminución de la Biodiversidad
- Comtaminacion ambiental.

## Teoría de la biorrexistasia
La destrucción de la vegetación implica la destrucción de suelos evolucionados, o una evolución regresiva. Ciclos de sucesión-regresión de suelos se intercalan en pequeños intervalos de tiempo (acciones humanas) o intervalos más largos (variaciones climáticas).
El rol del clima en el deterioro de las rocas y la formación de los suelos conduce a la formulación de la teoría de la rexistasia.
- En climas húmedos, las condiciones son favorables para el deterioro de las rocas (sobre todo químicamente), el desarrollo de la vegetación y la formación de suelos; este periodo favorable a la vida se llama biostasis.
- En climas secos, las rocas expuestas son sujeto de desintegración mecánica, lo que produce materiales detríticos gruesos: esto se denomina rexistasia.[2]

## Perturbaciones en el equilibrio de un suelo
Cuando se alcanza el estado de equilibrio, caracterizado por el clímax del ecosistema, este tiende a mantenerse estable en el curso del tiempo. La vegetación instalada en el suelo provee el humus y asegura la circulación ascendente de materia; protege al suelo de la erosión en un papel de barrera (por ejemplo, lo protege del agua y del viento); y puede también reducir la erosión agregando las partículas del suelo en sus raíces.
Una perturbación del clímax producirá un retroceso, pero frecuentemente, una sucesión secundaria comenzará a guiar la evolución del sistema luego de la perturbación. La sucesión secundaria es mucho más rápida que la primaria, debido a que el suelo ya ha sido formado, aunque también deteriorado y con necesidad de restauración.
Sin embargo, cuando tiene lugar una destrucción significativa de la vegetación (de origen natural como una avalancha, o de origen humano), la perturbación que sufre el sistema es muy importante. En este caso, la erosión es responsable de la destrucción de los horizontes más superficiales del suelo, y origina un fenómeno de reversión a las condiciones primitivas. Este fenómeno se llama retroceso, y puede ser parcial o total (en este caso, el resultado es solo la roca desnuda). Por ejemplo, en un suelo inclinado, sujeto a lluvias violentas, puede observarse la completa destrucción del suelo. El hombre puede modificar profundamente la evolución de los suelos por acciones directas y brutales, como cortes abusivos, pastos forestales, rastrillajes, etc. La vegetación del clímax es gradualmente reemplazada y el suelo es modificado (por ejemplo, el reemplazo de bosques de árboles frondosos por páramos o plantaciones de pinos). El retroceso esta frecuentemente relacionado con prácticas humanas muy antiguas.

## Influencia de la actividad humana
La erosión es el principal factor de degradación del suelo, y se debe a varios mecanismos: erosión hídrica, erosión eólica, degradación química, y degradación física.
La erosión esta fuertemente relacionada con la actividad humana. Por ejemplo, las rutas que aumentan las superficies impermeables ocasionan la formación de arroyos y la pérdida de suelo. La agricultura también acelera la erosión de suelos (incremento de la superficie cultivable, relacionado con la eliminación de zanjas y barreras de árboles). Las praderas están en retroceso respecto a las ganancias de las tierras aradas. Las superficies con cultivos de primavera (girasol, maíz, remolacha) están aumentando, y dejan al suelo desnudo en invierno. Los suelos en pendiente está siendo gradualmente colonizados por parras. El uso de herbicidas deja el suelo desnudo entre cada cultivo. Nuevas prácticas culturales, como la mecanización agírcola, también incrementan los riesgos de erosión. La fertilización por abonos minerales en lugar de orgánico gradualmente destruye el suelo. Muchos científicos observaron una gradual disminución de la materia orgánica contenida en los suelos, como también una disminución de la actividad biológica en los mismos (en particular, en relación con el uso de agroquímicos). Por último, la deforestación, en particular, es responsable de la degradación de suelos de bosques.
La agricultura aumenta el riesgo de erosión a través de la perturbación de la vegetación por distintos medios:
- Sobrepastoreo de animales
- Plantación de monocultivos
- Cultivo en filas
- Labrado o arado
- Eliminación de cultivos

## Consecuencias del retroceso y la degradación del suelo
- Menor rendimiento de los cultivos: recientes incrementos en la población mundial han puesto una gran presión en los sistemas de suelos del mundo. Más de 6 mil millones de personas usan hoy en día cerca del 38 % del área terrestre para cultivos y ganado.[4] Muchos suelos sufren de varios tipos de degradación, que pueden en última instancia reducir su habilidad para producir recursos alimenticios. Se distingue entre degradaciones leves, donde el potencial de rendimiento ha disminuido en un 10 %; degradaciones moderadas, con disminuciones entre el 10 y 50%; y degradaciones severas, en suelos que han perdido más del 50% de su potencial. La mayoría de estos últimos se encuentran en países en desarrollo, en Asia y África.
- Desastres naturales: aludes de barro e inundaciones, porque el suelo degradado no puede retener el agua de lluvias copiosas.
- Deterioro de la calidad del agua: el aumento en la turbidez del agua y la contribución de nitrógeno y fósforo puede resultar en eutrofización. Partículas de suelo en aguas superficiales están también acompañadas por agroquímicos y algunos contaminantes de origen industrial, urbano o de carreteras (como metales pesados). El impacto ecológico de los productos agroquímicos (como los herbicidas) es conocido, pero difícil de evaluar, debido a la multiplicidad de productos y su amplio espectro de acción.
- Biodiversidad: la degradación del suelo puede involucrar la desaparición de la vegetación del clímax y la disminución en hábitats de animales, y por lo tanto una pérdida de biodiversidad y extinción de animales.

## Mejoramiento y reconstrucción del suelo
Los problemas de la erosión del suelo pueden ser combatidos, y ciertas prácticas pueden llevar al mejoramiento y reconstrucción del suelo. Aunque simples, algunos métodos para reducir la erosión no son elegidos debido a que estas prácticas tienen mayor coste que los beneficios a corto plazo. La reconstrucción es especialmente posible a través de la mejora de la estructura del suelo, la adición de materia orgánica y la limitación de la escorrentía. En el caso de suelos de cultivo es posible frenar su degradación mediante barbecho, laboreo mínimo o no laboreo, no voltear la tierra, dejar en el campo restos de la cosecha y rotación de cultivos. Sin embargo, estas técnicas nunca podrán reconstruir totalmente un suelo (y su flora y fauna asociadas) que necesitó más de mil años para formarse.